# Vesuvius
Vesuvius est une communauté située dans la province de la Colombie-Britannique, sur l'Île Saltspring.